# Roman Paszko
Roman Paszko s. Antoniego (ur. 15 września 1935 w Lipsku, gmina Zamość) – pułkownik Wojska Polskiego.

## Życiorys
Absolwent Oficerskiej Szkoły Korpusu Bezpieczeństwa Wewnętrznego w Legnicy z 1958 oraz Akademii Sztabu Generalnego Wojska Polskiego im. gen. Karola Świerczewskiego z 1973. Powołany do służby wojskowej w 1955 przez Wojskową Komendę Rejonową w Zamościu.
Po ukończeniu szkoły oficerskiej został wyznaczony na stanowisko dowódca plutonu w batalionie piechoty 13 Kaszubskiego Pułku Korpusu Bezpieczeństwa Wewnętrznego, przechodząc kolejno poprzez stanowiska oficera operacyjnego i rozpoznania Pułku w 1970 roku zdał egzamin do Akademii Sztabu Generalnego w Rembertowie.
Po ukończeniu Akademii Sztabu Generalnego został skierowany do 34. Budziszyńskiego Pułku Desantowego w Słupsku i wyznaczony na stanowisko zastępcy dowódcy ds. liniowych. W 1973 został wyznaczony na stanowisko Szefa Sztabu w 4 Pomorskim Pułku Desantowym w Lęborku.
W 1974 został wyznaczony na stanowisko w Sztabie 7 Łużyckiej Dywizji Desantowej w wydziale operacyjnym. Służbę w tej dywizji pełnił zajmując stanowiska szefa Sztabu, a następnie zastępcy dowódcy Dywizji ds. liniowych. W szeregach dywizji uznawany za oficera o dużej wiedzy fachowej, doskonałego szkoleniowca i osobę która przyczyniła się do wielu jej sukcesów. W 1981 roku wchodził w skład powołanej w 7 Łużyckiej Dywizji Desantowej Rady Wojskowej, decydującej o najwyższych sprawach w zakresie działania na terenie administracyjnym stacjonujących jednostek dywizji.
W 1986 roku na podstawie Rozkazu Ministra Obrony Narodowej nr 0107 z dnia 5 sierpnia 1986 został wyznaczony na stanowisko komendanta Wojskowej Komendy Uzupełnień w Gdyni.
W 1991 został wyznaczony na stanowisko komendanta Wojskowej Komendy Uzupełnień Gdańsk 2, które zajmował do 13 października 1995.

## Wykształcenie
- 10 listopada 1955 – 14 października 1958 – Oficerska Szkoła Korpusu Bezpieczeństwa Wewnętrznego w Legnicy
- 3 stycznia 1968 – 22 czerwca 1968 – kurs doskonalący oficerów przy Wyższej Szkoły Oficerskiej im. Stefana Czarnieckiego w Poznaniu – szczebel dowódców
- 1 października 1970 – 27 lipca 1973 – Akademia Sztabu Generalnego im. gen. Karola Świerczewskiego w Rembertowie
- 24 września 1985 – 21 grudnia 1985 – kurs doskonalący oficerów administracji – komendantów wojskowych komend uzupełnień

## Awanse
- podporucznik – 13 września 1958
- porucznik – 3 października 1961
- kapitan – 1 października 1966
- major – 19 lipca 1971
- podpułkownik – 24 września 1975
- pułkownik – 23 września 1980

## Stanowiska
- 15 października 1958 – 15 stycznia 1959 – dowódca – 2. pluton piechoty – 1. batalion piechoty – 13 Pułk Korpusu Bezpieczeństwa Wewnętrznego
- 16 stycznia 1959 – 31 grudnia 1963 – dowódca – 3. pluton piechoty – 1. batalion piechoty – 13 Pułk Korpusu Bezpieczeństwa Wewnętrznego
- 1 stycznia 1964 – 30 kwietnia 1967 – dowódca – 1. pluton PSP – 13 Pułk Korpusu Bezpieczeństwa Wewnętrznego
- 1 maja 1967 – 9 lipca 1970 – starszy pomocnik szefa sztabu ds. operacyjnych – 13 Pułk Korpusu Bezpieczeństwa Wewnętrznego
- 9 lipca 1970 – 30 września 1970 – starszy pomocnik szefa sztabu ds. rozpoznania – 13 Pułk Korpusu Bezpieczeństwa Wewnętrznego
- 2 września 1973 – 15 listopada 1973 – zastępca dowódcy pułku ds. liniowych – 34 Pułk Desantowy w Słupsku – 7 Łużycka Dywizja Desantowa w Gdańsku
- 16 listopada 1973 – 7 listopada 1974 – szef Sztabu – zastępca dowódcy pułku – 4 Pułk Desantowy w Lęborku – 7 Łużycka Dywizja Desantowa w Gdańsku
- 8 listopada 1974 – 28 maja 1975 – starszy pomocnik szefa wydziału – Wydział Operacyjny – 7 Łużycka Dywizja Desantowa w Gdańsku
- 28 maja 1975 – 3 sierpnia 1975 – p.o. szef wydziału – Wydział Operacyjny – 7 Łużycka Dywizja Desantowa w Gdańsku
- 4 sierpnia 1975 – 24 lipca 1977 – szef wydziału – zastępca szefa Sztabu – Wydział Operacyjny – 7 Łużycka Dywizja Desantowa w Gdańsku
- 25 lipca 1977 – 4 czerwca 1978 – p.o. zastępca dowódcy dywizji ds. liniowych – 7 Łużycka Dywizja Desantowa w Gdańsku
- 5 czerwca 1978 – 13 października 1986 – zastępcy dowódcy dywizji ds. liniowych – 7 Łużycka Dywizja Desantowa w Gdańsku
- 14 października 1986 – 28 kwietnia 1991 – komendant – Wojskowa Komenda Uzupełnień w Gdyni
- 28 kwietnia 1991 – 13 października 1995 – komendant – Wojskowa Komenda Uzupełnień w Gdańsku 2

## Odznaczenia
- Krzyż Kawalerski Orderu Odrodzenia Polski (1979)
- Złoty Krzyż Zasługi (1974)
- Złoty Medal "Siły Zbrojne w Służbie Ojczyzny" (1978)
- Srebrny Medal "Siły Zbrojne w Służbie Ojczyzny" (1968)
- Brązowy Medal "Siły Zbrojne w Służbie Ojczyzny" (1965)
- Złoty Medal "Za Zasługi dla Obronności Kraju" (1981)
- Srebrny Medal "Za Zasługi dla Obronności Kraju" (1974)
- Brązowy Medal "Za Zasługi dla Obronności Kraju" (1969)